# 甘來
甘來（？—？），字叔進，号蘇宇，江西建昌府南豐縣人，明朝政治人物。

## 生平
七月二十九日生，治诗经。萬曆十九年（1591年）辛卯科江西鄉試第四十五名舉人，二十三年（1595年）乙未科會試第一百三十四名，廷試二甲第四十三名进士，工部觀政，二十五年二月授刑部湖广司主事，二十七年丁父憂，復除工部主事，晉员外、郎中。三十五年出任湖廣右參議，三十八年升廣東副使。三十九年致仕歸。

## 家族
曾祖甘良玉。祖甘朝達。父甘文仲。母余氏。严侍下。兄叔光、叔珍。弟叔捷。娶唐氏，子自許、自靖、自成、自美。